# Cementerio de Wolvercote

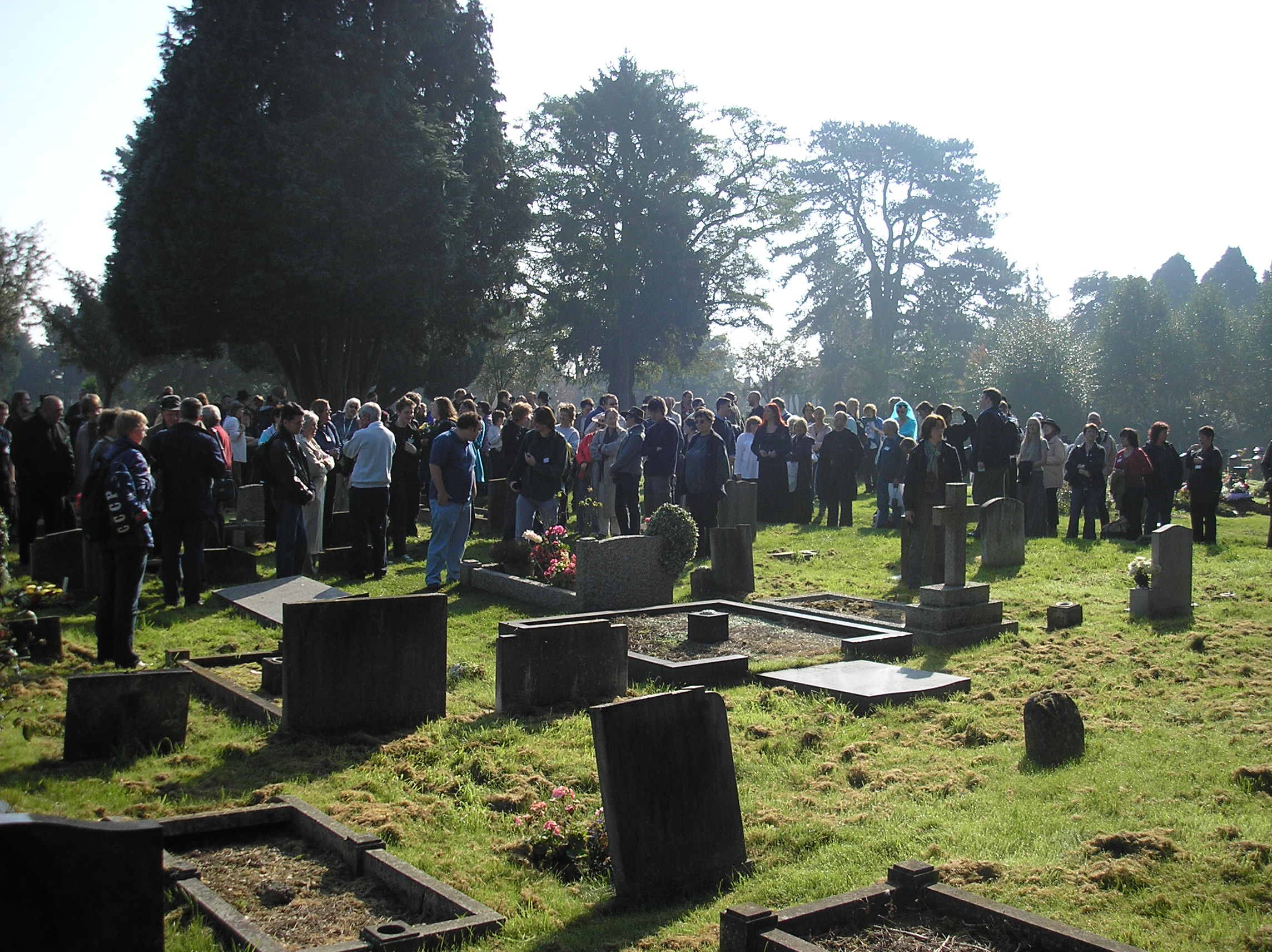
Reunión de fans en el cementerio de Wolvercote, ante la tumba de Edith y J. R. R. Tolkien, tras el Oxonmoot de 2008.

El cementerio de Wolvercote se encuentra al norte del suburbio de Wolvercote, en Oxford (Inglaterra), por Banbury Road. Singularmente, este es un cementerio único, pero dividido en cantones separados para los enterramientos de las comunidades judía y musulmana, así como de todas las ramas del cristianismo. Muchos rusos, polacos y otras personas del Este de Europa no pertenecientes a las parroquias de Oxford están enterradas aquí.
Es un cementerio en activo que contiene los restos enterrados de más de 15.000 personas. Fue inaugurado en 1889.
El cementerio está dotado de servicios higiénicos, espacios de estacionamiento y una acogedora capilla. Cerca de esa capilla hay una gran zona dispuesta para el enterramiento de restos cremados. También hay una zona en la parte posterior del cementerio dispuesta para enterramientos «verdes» y una zona para neonatos y niños. 

## Enterramientos relevantes
En el cementerio de Wolvercote están enterradas las siguientes personas relevantes, muchas de ellas ligadas a la Universidad de Oxford:
- Isaiah Berlin (1909–1997), filósofo;
- E. J. Bowen (1898–1980), químico;
- Sir Thomas Chapman, 7º barón de Westmeath en Irlanda (1846-1919) y Sarah Junner, padres de Thomas Edward Lawrence (Lawrence de Arabia);
- H. L. A. Hart (1907–1992), filósofo del Derecho y profesor de jurisprudencia en la Universidad de Oxford;
- Albert Hourani (1915–1993), estudioso de la historia de Oriente Medio;
- Elizabeth Jennings (1926-2001), poetisa;
- Adam Koc (1891-1969), político polaco, soldado y periodista;
- Peter Laslett (1915–2001), historiador;
- James Legge (1815-1897), sinologista escocés y primer profesor de chino en la Universidad de Oxford;
- Eleanor Constance Lodge (1869-1936), historiadora;
- Paul Maas (1880-1964), filólogo;
- James Murray (1837–1915), lexicógrafo y filólogo, editor principal del Oxford English Dictionary;
- Dimitri Obolensky (1918-2001), príncipe ruso y profesor de Oxford;
- David Patterson, CBE (1922-2005), profesor de Oxford y hebraísta;
- John Stokes (1915–1990), director del Queen's College de Hong Kong;
- J. R. R. Tolkien, CBE (1892–1973), escritor y filólogo, con su esposa Edith;
- John Tolkien (1917–2003), hijo mayor del anterior;
- Dino Vittorio Marcellinus Toso (1969–2008), ingeniero de Fórmula 1.